# Rogowo (województwo pomorskie)
Rogowo – kolonia w Polsce położona w województwie pomorskim, w powiecie lęborskim, w gminie Cewice.
W latach 1975–1998 miejscowość administracyjnie należała do województwa słupskiego.